# Мешток
Мешток (рос. Мешток) — присілок в Новоржевському районі Псковської області Російської Федерації.
Населення становить 44 особи. Входить до складу муніципального утворення Вехнянська волость.

## Історія
Від 2015 року входить до складу муніципального утворення Вехнянська волость.

## Населення
| 2001 | 2002 | 2010 |
| ---- | ---- | ---- |
| 59   | ↘52  | ↘44  |